# Lijst van voetbalinterlands Oekraïne - Servië en Montenegro
Deze lijst van voetbalinterlands is een overzicht van alle officiële voetbalwedstrijden tussen de nationale teams van Oekraïne en Servië en Montenegro. De landen speelden in totaal een keer tegen elkaar: een vriendschappelijke wedstrijd op 17 augustus 2005 in Kiev.

## Wedstrijden
| № | Plaats | Datum            | Competitie        | Wedstrijd                       | Uitslag |
| - | ------ | ---------------- | ----------------- | ------------------------------- | ------- |
| 1 | Kiev   | 17 augustus 2005 | Vriendschappelijk | Oekraïne – Servië en Montenegro | 2 – 1   |

## Samenvatting
| Competitie        | Totaal gespeeld | Winst Oekraïne | Gelijk | Winst Servië en M. | Doelsaldo Oekraïne – Servië en M. |
| ----------------- | --------------- | -------------- | ------ | ------------------ | --------------------------------- |
| Vriendschappelijk | 1               | 1              | 0      | 0                  | 2 − 1                             |
| Totaal            | 1               | 1              | 0      | 0                  | 2 − 1                             |

## Details

### Eerste ontmoeting
| Vriendschappelijk (Kiev, Oekraïne, 17 augustus 2005): |              | |
| Oekraïne | 2 – 1        | Servië en Montenegro |
| Serhij Rebrov 61' Serhij Nazarenko 71' | goals        | 90' Mateja Kežman |
| Oleh Blochin | bondscoach   | Ilija Petković |
| Maksym Startsev Andrij Nesmatsjny 66' Vladyslav Vashchuk Volodymyr Yezerskyi 54' Andriy Rusol Oleh Shelayev Oleksandr Rykun 57' Andrij Voronin 60' Andriy Husin Oleg Goesjev Andrij Sjevtsjenko 46' | opstellingen | Dragoslav Jevrić Goran Gavrančić Mladen Krstajić 46' Nemanja Vidić 75' Ivica Dragutinović Igor Duljaj 58' Saša Ilić 75' Predrag Đorđević Miloš Marić 46' Nenad Jestrović 46' Savo Milošević |
| Oleh Venhlynskyi 46' Anatoli Tymosjtsjoek 54' Serhij Nazarenko 57' Serhij Rebrov 60' Oleksandr Radchenko 66'                                                                                        | wissels      | 46' Milan Dudić 46' Mateja Kežman 46' Nikola Žigić 58' Zvonimir Vukić 75' Danijel Ljuboja 75' Ognjen Koroman                                                                                |
| | gele kaarten | 28' Saša Ilić 65' Zvonimir Vukić 80' Mladen Krstajić 81' Igor Duljaj |
| - Debuut van doelman Maksym Startsev (Kryvbas Kryvyi Rih) voor Oekraïne. |              | |